# Gruesome
Pour plus de détails, voir Fiche technique et Distribution.
Gruesome (Salvage) est un film américain réalisé par Jeff Crook et Josh Crook, sorti en 2006.

## Synopsis
Claire Parker, jeune étudiante, travaille dans une station service. Son petit ami, Jimmy doit venir la chercher, mais c'est Duke un ami de Jimmy qui arrive. Il propose à Claire de la raccompagner chez elle. Elle accepte. Duke ne tarde pas à révéler son vrai visage : il va battre Claire à mort, la torturer, la mutiler. Pourtant, dans ce qui semble être le lendemain, Claire est à son poste à la caisse de sa station-service, indemne. Était-ce un simple cauchemar ? Pas sûr, car l'horrible scénario se reproduit avec de nombreuses variantes qui toutes aboutissent à la même fin : Duke, le serial killer torture, viole et tue la malheureuse Claire. Une paire de boucles d'oreilles en forme d'étoile apparaît et revient sans qu'on comprenne quel est le sens de ces boucles. Claire assiste à un cours de Littérature où il est question de "l'Enfer" de la "Divine Comédie" (Dante Alighieri).  Claire découvre par ailleurs de nombreuses incohérences dans ce qui lui arrive ; elle peut soit revivre l'histoire depuis le début, comme si elle avait dormi à son travail, ou bien la reprendre en plein milieu sans logique apparente ; tantôt Jimmy est tué avant elle, tantôt il la raccompagne mais le tueur est déjà dans la maison. La Police ne la croit pas, mais sur la base de la description qu'elle donne, lui montre la photo d'un tueur en série, en qui Claire reconnaît Duke. Mais le sheriff lui apprend que le tueur a été en fait tué un mois auparavant. Elle se réfugie chez sa meilleure amie mais celle-ci la livre au tueur. Elle découvre même son propre cadavre enterré dans un champ. 
Finalement il apparaît que l'histoire n'est pas le cauchemar de Claire, mais le chatiment du Tueur, Duke, qui est en Enfer, où il a été condamné à revivre éternellement son crime mais dans la peau de Claire, qu'il a bel et bien atrocement assassinée avant d'être abattu.

## Fiche technique
- Titre : Gruesome
- Titre original : Salvage
- Réalisation : Jeff Crook et Josh Crook
- Scénario : Jeff Crook et Josh Crook
- Production : John Ashmore, Jeff Crook, Josh Crook, Chris Ferry, Rob Hammer, Drew Oppelt, Mark L. Pederson et Aldey Sanchez
- Société de production : Off Hollywood Pictures
- Budget : 25 000 dollars américains (18 000 euros)
- Musique : Evan Wilson
- Photographie : John Ashmore
- Montage : Josh Crook
- Pays d'origine : États-Unis
- Format : Couleurs - 1,78:1 - Stéréo - 35 mm
- Genre : Horreur et thriller
- Durée : 80 minutes
- Date de sortie : 19 janvier 2006 (festival de Sundance), 17 octobre 2006 (États-Unis)
- interdit aux moins de 16ans

## Distribution
- Lauren Currie Lewis : Claire Parker
- Cody Darbe : Jimmy
- Chris Ferry : Duke Desmond
- Maureen Olander : la mère de Claire
- John P. Miller : le détective Miller
- Jessica DeLong : Jen
- Sam Dahler : Sam
- John Briley : le gardien
- Joseph M. Colombo : le professeur
- Adam Morris : Chris
- Maureen Wagner : Gertie
- Georgine A. Timko : la bibliothécaire
- Rodney Hupp : un agent de police
- Brandon H. Chapman : un agent de police
- Jeff Crook : l'adjoint

## Autour du film
- Le tournage s'est déroulé à Marietta, dans l'Ohio, et Parkersburg, en Virginie-Occidentale.
- Chris Ferry, qui interprète le tueur, avait déjà tourné dans The Fittest (2003), le premier film des frères Crook.